# Kościół św. Jerzego w Kelheimie
Kościół św. Jerzego i Marcina – barokowy kościół katolicki, znajdujący się w Kelheimie. Został zbudowany jako kościół klasztorny benedyktynów Klasztoru Weltenburg w VII wieku. Został przebudowany w stylu baroku przez braci Asamów.

## Źródła
- Lothar Altmann: Benediktinerabtei Weltenburg a.d. Donau. Geschichte und Kunst. (= Große Kunstführer 86). Schnell und Steiner, Regensburg 1997, ISBN 3-7954-1117-3.